# Frédéric II (roi de Sicile)
Pour les articles homonymes, voir Frédéric II.
Frédéric (Fadric) II de Sicile, connu également sous les noms de Frédéric III d'Aragon ou Frédéric III de Trinacrie (Barcelone, 13 décembre 1272 - Paternò, 25 juin 1337) est un roi de Sicile (1295-1337).
Défenseur d'une Sicile indépendante, contre les Angevins, le pape et même sa propre famille, il désira prendre le titre de Frédéric III pour s'inscrire dans la continuité de la dynastie souabe des Hohenstaufen, dont il descendait par sa mère. Il modifia les armes du royaume de Sicile en y ajoutant l'enseigne de la dynastie souabe sur l'écu de la couronne d'Aragon.

## Origines familiales
C'était le troisième fils de Pierre III d'Aragon-Catalogne et de Sicile, et de Constance de Sicile, fille de Manfred.
Après la conquête de l'île par son père, il s'y rendit en compagnie de la reine Constance et de son frère Jacques, au printemps 1283.
Décrit comme courtois et cultivé, il est l'auteur de poèmes en catalan.

## Accession au trône de Sicile
Alphonse III d'Aragon, le fils aîné de Pierre III, mort sans descendance en 1291, légua ses États à son frère Jacques, le deuxième fils de Pierre III, à la condition qu'il renonce à la couronne de Sicile en faveur de son frère puîné Frédéric. Jacques tenta néanmoins de conserver la souveraineté de l'île en dépit de cette clause, en ne nommant Frédéric que lieutenant général du royaume.
La guerre contre les Angevins pour la possession de la Sicile faisait encore rage, et bien que l'Aragon fût vainqueur sur le terrain, les difficultés rencontrées dans la conquête de Murcie, auxquelles s'ajoutaient les attaques des Français, lancés dans la croisade d'Aragon au nord, obligèrent Jacques le Juste, dès la mort de son père, à entamer des pourparlers de paix avec Charles d'Anjou.
En 1295, cédant aux injonctions du pape Boniface VIII, Jacques accepta, par le traité d'Anagni, de remettre le royaume de Sicile aux Angevins, en échange d'une investiture sur la Corse et la Sardaigne, et la levée de l'excommunication dont il était frappé. Les Siciliens refusèrent de retomber sous le joug des Français, qu'ils avaient chassés de l'île en 1282, lors des Vêpres siciliennes, et le 11 décembre 1295 le Parlement sicilien réuni au château d'Ursino de Catane proclama Frédéric II roi de Sicile.
Le pape tenta, sans succès, de les faire revenir sur leur décision en leur faisant miroiter des privilèges. Frédéric n'abandonna pas non plus ses prétentions, et il fut couronné roi dans la cathédrale de Palerme le 25 mars 1296.
Proche de son peuple, Frédéric sut réformer l'administration et accroître les prérogatives du Parlement sicilien, composé de barons, de prélats et de représentants de toutes les villes de l'île.

## Conflit avec lesAngevins de Naples
Son refus des prétentions papales fut à l'origine d'une nouvelle guerre, au cours de laquelle Frédéric mit le pied en Calabre, assiégeant diverses villes et incitant à la révolte les sujets du royaume de Naples. Il négocia avec les Gibelins de Toscane et de Lombardie et appuya les Colonna contre Boniface VIII. Entre-temps le pape envoya Charles de Valois, frère de Philippe le Bel, envahir la Sicile, tandis que Jacques le Juste, qui reçut diverses faveurs du Saint-Siège, mariait sa sœur Yolande d'Aragon à Robert Ier de Naples, troisième fils de Charles II d'Anjou, et se préparait aussi à débarquer en Sicile pour renverser son frère.
Lorsque Frédéric apprit ce que préparait Jacques, il envoya un messager en Catalogne afin de convaincre les barons, les chevaliers et les villes d'inciter le roi à renoncer à son attaque. Malheureusement pour Frédéric, une partie des nobles aragonais et siciliens rejoignirent les troupes de Jacques le Juste. Jean de Procida et Roger de Lauria, les héros des Vêpres siciliennes, l'abandonnèrent et, plus tard, vainquirent la flotte sicilienne au cap d'Orlando. Les fils de Charles le Boiteux, Robert et Philippe, débarquèrent en Sicile, mais ils furent mis en déroute par Frédéric avant d'avoir pu s'emparer de Catane. C'est ainsi que Philippe, prince de Tarente, fut fait prisonnier, en 1299, et que plusieurs villes de Calabre furent prises par les Siciliens.

## Trêve avec lesAngevins
La guerre dura encore deux ans, avec des hauts et des bas jusqu'en 1301, tandis que la flotte sicilienne conduite par l'amiral Doria qui défendait Messine était vaincue par Roger de Lauria, l'intervention opportune de Roger de Flor empêcha la ville de tomber entre les mains de son ennemi intime, Robert d'Anjou, duc de Calabre, héritier du roi de Naples Charles II, jusqu'à ce que Charles de Valois fut dans l'obligation de demander la paix, car son armée était décimée par les maladies. C'est ainsi que fut signée la paix de Caltabellotta, en 1302, par laquelle Frédéric fut reconnu roi de Trinacrie. Il s'engagea par le même traité à épouser Éléonore, fille de Charles II d'Anjou et à rendre la Sicile à la maison d'Anjou à sa mort, clause qui ne fut jamais appliquée. Le pape insista auprès de Charles pour l'obliger à rompre l'accord, mais ce dernier y tenait vraiment, et finalement Boniface VIII le ratifia en 1303, à la condition que Frédéric lui payât un tribut.
Le roi Jacques d'Aragon craignait de voir la Sicile revenir aux Angevins selon les clauses du traité de Caltabellotta. Il envoya en 1303 un de ses conseillers les plus fidèles, le vicomte Jaspert V de Castelnou auprès de son frère afin de conclure un traité secret stipulant que la succession de Sicile resterait dans la maison d'Aragon, même en cas d'extinction de la descendance de Frédéric II. La paix de Caltabellotta fut rompue lorsque Frédéric revendiqua le trône pour son fils Pierre, en 1313. Ce fut le début d'une nouvelle ère de combats pendant laquelle Robert de Naples tenta, sans succès, de s'emparer de l'île, et en 1317 une nouvelle trêve fut signée, reconnaissant la succession de la maison d'Aragon en Sicile.
Lorsque les Almogavres se furent emparés du duché d'Athènes, ils en proposèrent la souveraineté au roi Frédéric II, qui nomma duc son fils Manfred, alors âgé de cinq ans, en 1317. Vu l'âge du prince, Frédéric envoya Alphonse-Frédéric (Anfós Frederic), l'un de ses fils naturels, gouverner à sa place à Athènes. Alphonse-Frédéric fut vicaire général du duché, de 1317 à 1330, d’abord au nom de l’infant Manfred, puis, à la mort de celui-ci (9 novembre 1317), au nom de son frère l’infant Guillaume.
Frédéric fut excommunié par le pape Jean XXII pour s'être emparé de possessions du Saint-Siège. Mais l'élection en 1334 d'un nouveau pape, Benoît XII, qui entretenait de bonnes relations avec Frédéric, mit fin à l'animosité du Saint-Siège contre sa personne.

## Les descendants deFrédéricII
De son mariage avec Éléonore d'Anjou, (fille de Charles II d'Anjou et Marie de Hongrie), il eut:
- Pierre (1305-1342), roi de Sicile ;
- Roger (né en 1305, mort jeune) ;
- Manfred (1306-1317), duc d'Athènes et de Néopatrie ;
- Constance (1303-1344), épouse de Henri II de Lusignan (1271-1324), roi de Chypre puis de Léon V, roi d'Arménie ;
- Élisabeth (1310-1349), épouse d'Étienne II, duc de Bavière ;
- Guillaume (1312-1338), prince de Tarente et duc d'Athènes et de Néopatrie ;
- Jean (1317-1348), duc de Randazzo, d'Athènes et de Néopatrie et régent de Sicile pendant la minorité de Louis Ier (1338-1348) ;
- Catherine (1320-1342), abbesse de Sainte-Claire de Messine ;
- Marguerite (1331-1377), épouse de Rodolphe II du Palatinat, comte palatin du Rhin.

Il eut de nombreux enfants naturels de sa maîtresse Sybille Sormella, dont:
- Alphonse-Frédéric d'Aragon (mort en 1338) (Alfonso-Fadrique), lieutenant général du duché d'Athènes et du duché de Néopatrie. Il épouse Marulla dalle Carceri, héritière de Carystos en Eubée et d'Egine. Sa famille s'installa en Grèce jusqu'au XVe siècle.
- Roland (Orlando en italien), né aux alentours de 1296. Il se fit connaître en combattant contre la flotte des Angevins de Naples qui tentaient de s'emparer de Lipari mais il y est finalement fait prisonnier. Il est gouverneur de Palerme en 1343 puis de Messine en 1345. Il meurt à Caltanisseta en 1361.
- Élisabeth (?-1341), mariée en 1313 à Pons VI d'Empúries.

## Mort
Frédéric mourut le 25 juin 1337, à Paternò, près de Catane, et son fils Pierre II de Sicile lui succéda, en dépit des termes de la Paix de Caltabellotta. L'intérêt qu'il prit à l'indépendance de l'île lui valut l'estime de tous ses sujets.
Sa tombe se trouve dans la cathédrale Sainte-Agathe de Catane, avec tous les souverains siciliens de la dynastie catalane jusqu'à Marie Ire de Sicile.